# Keith O'Nions
Robert Keith O'Nions (né le 26 septembre 1944) est un scientifique britannique et ancien président et recteur de l'Imperial College London. Il est l'ancien directeur général des Research Councils UK ainsi que professeur de physique et de chimie des minéraux et chef du département des sciences de la Terre à l'Université d'Oxford.

## Jeunesse
Il fréquente la Yardley Grammar School à Birmingham. Il étudie la géologie au premier cycle à l'Université de Nottingham et obtient un doctorat à l'Université de l'Alberta avant d'accepter un poste postdoctoral à l'Université d'Oslo.

## Carrière
Il enseigne la géochimie à l'Université d'Oxford de 1971 à 1975, date à laquelle il devient professeur de géologie à l'Université Columbia, poste qu'il occupe jusqu'en 1979, date à laquelle il devient professeur de recherche de la Royal Society à l'Université de Cambridge. Il reste à Cambridge jusqu'en 1995, puis retourne à Oxford pour occuper le poste de professeur de physique et de chimie des minéraux.
Il est fait chevalier en 1999 et, de 2000 à 2004, il est conseiller scientifique en chef du ministère de la Défense. Après une période en tant que directeur général des Research Councils UK, il est nommé à la tête du nouvel Institut des sciences et technologies de la sécurité à l'Imperial College de Londres en juillet 2008.
Le 1er janvier 2010, à la suite de la démission de Sir Roy M. Anderson, il devient recteur par intérim de l'Imperial College de Londres et en juillet 2010, il est nommé pour un mandat complet en tant que recteur, jusqu'en septembre 2014.
En 1979, O'Nions reçoit le prix James B Macelwane de l'Union américaine de géophysique, suivi en 1983 de la médaille Bigsby de la Société géologique de Londres. En 1985, O'Nions est nommé Hallimond Lecturer par la Mineralogical Society et en 1986, est nommé à la fois Rutherford Lecturer par la Royal Society et William Smith Lecturer par la Société géologique de Londres.
O'Nions est ensuite nommé Ingerson Lecturer par la Société américaine de géologie en 1990. En 1995, il reçoit la Médaille Arthur-Holmes de l'Union européenne des géosciences et la médaille Lyell de la Société géologique de Londres. En 1998, l'Université nationale australienne nomme O'Nions maître de conférences Jaeger-Hales, tandis qu'en 2001, il remporte la médaille Urey, de l'Association européenne de géochimie. Il est nommé conférencier du prix Bruce Peller par la Royal Society of Edinburgh en 2004 et nommé HonFREng de la Royal Academy of Engineering en 2005. Il est membre de l'Académie norvégienne des sciences et des lettres.
En septembre 2017, il est nommé président du nouveau conseil d'administration du British Geological Survey par le Natural Environment Research Council.